# Agnes Repplier
Agnes Repplier, född 1 april 1855 i Philadelphia, USA, död 15 december 1950, var en amerikansk essäist av pennsylvaniatysk härkomst. Den amerikanske litteraturkritikern Edward Wagenknecht beskrev henne år 1946 som "vår essäistiska dekan".

## Biografi
Repplier föddes 1855 i Philadelphia, som dotter till två pennsylvaniatyskar. Hon relegerades från två skolor under sin skolgång, och ska inte ha blivit läskunnig förrän vid tio års ålder. Trots det blev hon en av USA:s främsta essäister, enligt Joseph Reilly. Hennes essäer närmade sig emellanåt litteraturkritik, och uppvisade en bred läsning med många citat. Hon kommenterar även ofta vardagslivet i sina essäer.
Hon skrev även biografier och fiktion, men ägnade sig i huvudsak under hela sin yrkesverksamma karriär åt essäer. Hennes essäer gjorde henne till ett framträdande namn i den intellektuella konversationen i USA under femtio år, och hon mottog hedersgrader vid universitet som University of Pennsylvania, University of Notre Dame, Yale University och Columbia University.
Repplier var en troende katolik, och hade i allmänhet en konservativ syn på samtidens frågor. Även om hon var motståndare till radikaler och andra aktivister främjade hon jämställdhet, var uttalad feminist och motsatte sig amerikansk neutralitet under första världskriget.
Delar av Reppliers essä Leisure finns översatt och utgiven i Liberal Debatt (2020).